# Kondethimmanahalli, Pavagada
Kondethimmanahalli là một làng thuộc tehsil Pavagada, huyện Tumkur, bang Karnataka, Ấn Độ.